# Dean Drummond
Dean Drummond (Los Ángeles, 2 de enero de 1949 - Princeton, 13 de abril de 2013) fue un compositor, director de orquesta y músico estadounidense. Ha compuesto música microtonal y electrónica. Su obra se caracteriza por emplear una enorme variedad de instrumentos de percusión. Inventó en 1978 un instrumento de 31 tonos al que llamó zoomoozophone.

## Biografía
Estudió trompeta y composición en la University of Southern California y en el California Institute of the Arts. Trabajó con el compositor Harry Partch, quien influyó mucho en su obra. En 1976, se trasladó a Nueva York, donde, en 1977, fue uno de los fundadores del ensemble de música contemporánea Newband. En 1990, fue nombrado director del Harry Partch Instrumentarium. Fue director del New York Consortium for New Music durante diez años, y participó en la organización del Festival «Sonic Boom». Fue profesor y director del Instituto Harry Partch en la Universidad Estatal Montclair de Nueva Jersey.
Como intérprete, ha tocado muchos de los instrumentos construidos por Harry Partch (la kithara, la surrogate kithara, los harmonic canons, la guitarra adaptada) y su propio zoomoozophone.

## Obras
Muchas de sus composiciones están publicadas en la editorial Hypersound.

### Obras para un instrumento solista
- Suite para clarinete (1970).
- Toccata para órgano (1971).
- Cloud Garden II (1974) para piano o celesta o cencerros.
- Post Rigabop Mix (1977) para flauta.
- Copégoro (1978) para percusión.
- Columbus Fullmoon (1979/1985) para zoomoozophone.
- Different Drums for Different Strokes (1988) para percusión.
- Mars Face (1997) para violín y sintetizador programado microtonalmente.
- Four Miniatures (1997): Syncopation in Glass y Talking Bowls para cloud chamber bowls (esferas de vidrio suspendidas, instrumento inventado por Harry Partch); Bow, Chords and Zoom y Three Dream Fragments para dúo de zoomoozophones.
- Two Short Zoomoozophone Duos (1997).
- Two Short Solos for Cloud Chamber Bowls (1997).
- Precious Metals (1997) para flauta.

### Composiciones vocales
- Bertrans de Born (1971) para barítono bajo, flauta, clarinete, clarinete bajo, fagot, trompa, piano o celesta, cuarteto de cuerda, contrabajo.
- My Data's Gone (1997) para bajo y sintetizador programado microtonalmente. Textos de Charles Bernstein.
- It Must Be Time (1997) para soprano y sintetizador programado microtonalmente. Textos de Charles Bernstein.
- Congressional Record (1999) para barítono y ocho instrumentistas para textos extraídos del Congressional Record (diario de sesiones del Congreso de los Estados Unidos).
- Café Buffé (2006). Ópera para cinco cantantes, bailarines y dieciocho instrumentistas. Libretto de Charles Bernstein.

## Obras para conjunto instrumental
- Ni Kioku (1971) para flauta, celesta, arpa, violín, violonchelo y dos percusionistas.
- Dedication (1972) para oboe, arpa, cuarteto de cuerda, contrabajo y tres percusionistas.
- Fission (1972) para flauta, oboe, clarinete, fagot, trompa, trompeta, trombón, arpa, vibráfono, violín, viola y violonchelo.
- Ghost Tangents (1973/1975) para piano preparado y tres percusionistas.
- Cloud Garden I (1974/9) para flauta, piano y cuatro percusionistas.
- Zurrjir (1976) para flauta, clarinete, piano o celesta y tres percusionistas.
- Dirty Ferdie (versión para cuarteto) (1976) para cuatro percusionistas.
- Little Columbus (1979) (I Parte de Columbus) (1980) para dos percusionistas.
- Columbus (1980) para flauta y tres percusionistas.
- Dirty Ferdie (versión para octeto) (1981) para ocho percusionistas.
- Mysteries (versión para octeto) (1982/6) para flauta, violín, violonchelo, cinco percusionistas
- Mysteries (versión para quinteto) (1983) para cinco percusionistas.
- Mysteries (versión para septeto) (1983) para flauta, trombón bajo y cinco percusionistas
- Then or Never (1984) para flauta, viola, contrabajo y tres percusionistas.
- Ruby Half Moon (1987) para 2 trompetas, trombón, trompón bajo y cuatro percusionistas.
- Incredible Time (to live and die) (1988) para flauta amplificada, sintetizador programado microtonalmente y tres percusionistas.
- Dance of the Seven Veils (1992) para flauta, violonchelo, chromelodeon, sintetizador programado microtonalmente y tres percusionistas.
- The Day the Sun Stood Still (1994) para flauta, trompeta, violonchelo, sintetizador programado microtonalmente, harmonic canons y cuatro percusionistas
- Before the Last Laugh (1995) para flauta, violonchelo, sintetizador programado microtonalmente, tres harmonic canons y dos percusionistas.
- The Last Laugh (Der Letzte Mann) (1996) para la interpretación en directo de la película muda (1924) de F.W. Murnau, para flautas, violonchelo, trompeta, chromelodeon, sintetizador programado microtonalmente, cuatro harmonic canons y cuatro percusionistas.
- For the Last Laugh (1998) suite de la banda sonora de la película homónima, para flautas, violonchelo, trompeta, chromelodeon, sintetizador programado microtonalmente, cuatro harmonic canons y cuatro percusionistas
- M.S. Genitron (2001) para diez percusionistas
- Phil Harmonic (2002) para 2 flautas, 2 oboes, 2 clarinetes, 2 fagotes, saxófono alto, 2 trompas, 2 trompetas, 2 trombones, chromelodeon, zoomoozophone, timpani, percusión y cuerda.